# Johan Furstner
Johannes Theodorus Furstner (Amsterdam, 16 gennaio 1887 – L'Aia, 15 settembre 1970) è stato un ammiraglio e politico olandese, che durante la seconda guerra mondiale ricoprì l'incarico di Comandante in capo delle forze navali olandesi (Bevelhebber der Zeestrijdkrachten, o BdZ). Il 27 luglio 1941 assunse anche l'incarico di Ministro della Marina del governo olandese in esilio a Londra. Teorico della guerra navale avendo frequentato sia la Hogere Krijgsschool de L'Aja che École supérieure de guerre di Parigi, durante gli anni trenta del XX secolo fu cofondatore del partito di destra Verbond Nationaal Herstel (VNH).

## Biografia
Nacque il 16 gennaio 1887 a Amsterdam, dove frequentò la scuola media superiore prima di iscriversi all'Istituto "Wullings" di Voorschoten. Entrato nella marina reale olandese, tra il 1902 e il 1906 frequentò il Koninklijk Instituut voor de Marine (KIM) di Willemsoord da cui uscì con il grado di guardiamarina. Dal 16 settembre 1908 al 1 settembre 1918 prestò servizio come ufficiale presso la marina delle Indie orientali olandesi. Rientrato in Europa tra il 1918 e il 1920 fu allievo presso la Scuola superiore di guerra navale a L'Aja, svolgendo contemporaneamente per qualche tempo anche l'incarico di insegnante presso la Scuola Militare Superiore (Hogere Krijgsschool) a L'Aia.
Tra il 1925 e il 1927 ricoprì l'incarico di ufficiale d'artiglieria imbarcato sull'incrociatore leggero Java assegnato alla flotta delle Indie Orientali. Nel periodo 1927-1928 compì studi teorici sulla tattica e la geopolitica navale che proseguì presso l'Ecole Supérieure de Guerre di Parigi, dove ottenne il brevetto di ufficiale di Stato maggiore. Nel 1929 si imbarcò in qualità di primo ufficiale sulla nave da battaglia Heemskerck passando l'anno successivo a dirigere la Hogere Marine Krijgsschool dove rimase fino al 1935 quando assunse il comando della nave scuola Hertog Hendrik. Dal 1 gennaio 1936, quendo fu promosso contrammiraglio, al settembre 1939, quando scoppiò la seconda guerra mondiale, fu Capo di stato maggiore della Marina pasando quindi a ricoprire il neocostituito incarico di Comandante in capo delle forze navali (Bevelhebber der Zeestrijdkrachten). Promosso viceammiraglio il 15 gennaio 1938, alla data dell'invasione tedesca del maggio 1940, con il precipitare della situazione bellica, obbedendo agli ordini ricevuti, partì da Scheveningen insieme al suo Stato maggiore a bordo di un peschereccio per raggiungere la Gran Bretagna, ma fu molto turbato ed indignato per la decisione del Consiglio dei Ministri di partire per Londra.

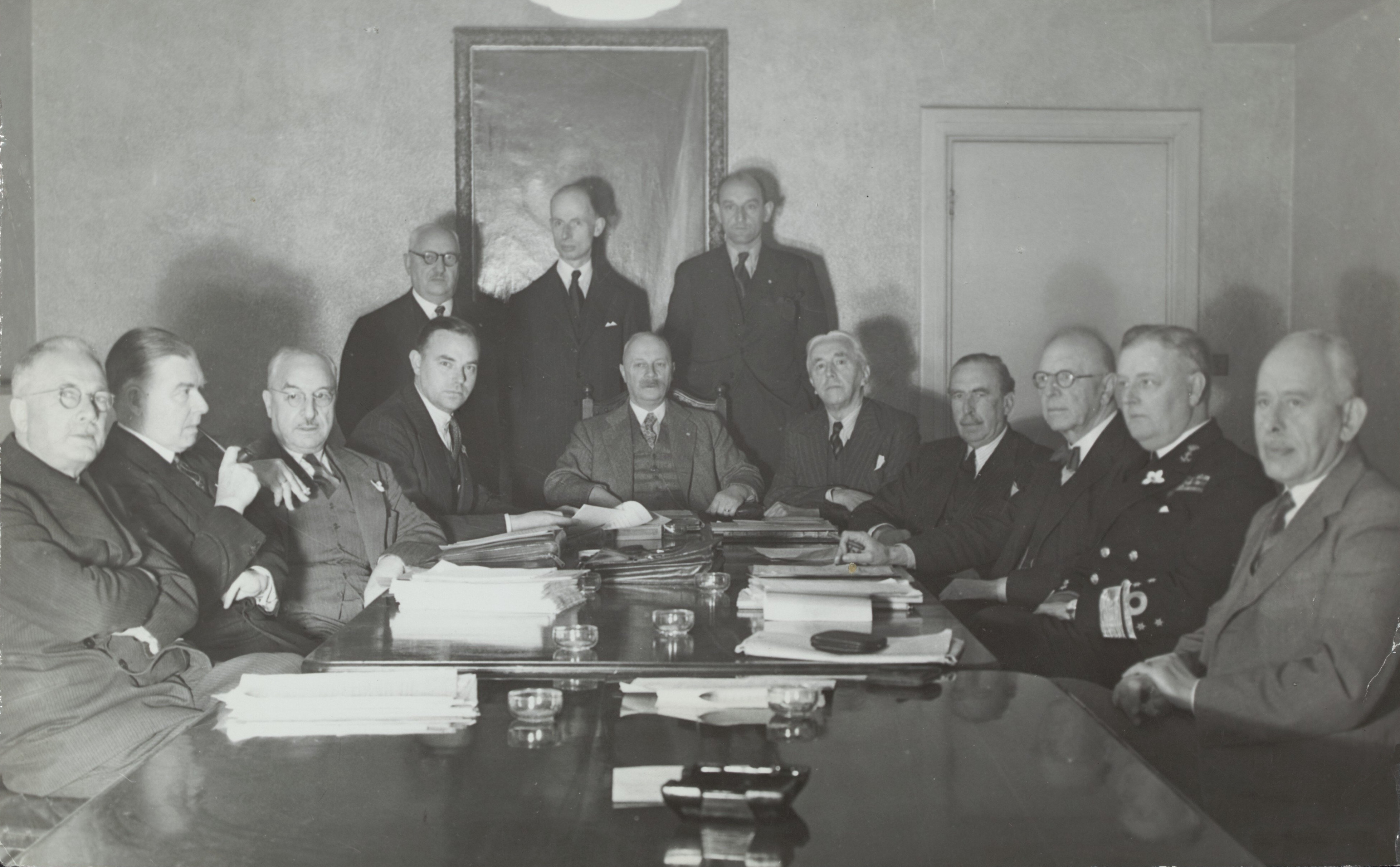
Alcuni componenti del secondo governo Gerbrandy ritratti a Londra, 1 gennaio 1944. Da sinistra a destra (in piedi): Otto Cornelis Adriaan van Lidth de Jeude, Eelco van Kleffens, van Heuven Goedhart, (seduti): Jan van den Tempel, Jim de Booy, Johannes van den Broek, Jaap Burger, Pieter Sjoerds Gerbrandy, Gerrit Bolkestein, Jonkheer E. Michiels van Verduynen, Willem Albarda, Johan Furstner, Hendrik van Boeijen.

Promosso Tenente-ammiraglio il 15 febbraio 1941, il 27 luglio successivo assunse anche l'incarico di Ministro della marina del secondo governo di Pieter Sjoerds Gerbrandy, che lasciò sul finire della guerra, il 23 febbraio 1945.  In quello stesso anno fu sostituito alla testa delle forze navali olandesi dall'ammiraglio Conrad Helfrich. Nominato membro del Consiglio di Stato il 4 settembre 1945, due giorni dopo la firma della resa dell'Impero giapponese, vi rimase fino al 1 gennaio 1963. Si spense a L'Aja il 15 settembre 1970.

## Onorificenze

### Onorificenze olandesi
- Oorlogsherinneringskruis
- Mobilisatiekruis 1914-1918
- Expeditiekruis Sunda islands 1905-1909

### Annotazioni
1. ↑  In lingua olandese "Hogere Marine Krijgsschool".
2. ↑  Mentre frequentava l'École Supérieure de Guerre di Parigi subì l'influenza del celebre teorico marittimo Raoul Castex, il cui pensiero si basava sulle teorie dell'ammiraglio americano Alfred Thayer Mahan. Tale pensiero prevedeva di utilizzare piccole forze navali per attaccare con successo un nemico più potente.
3. ↑  Suo il piano per la costruzione di tre incrociatori da battaglia presentato nel dicembre 1938 al governo olandese.

### Fonti
1. 1 2  Honig 1993, p. 12.
2. 1 2 3  Honig 1993, p. 11.
3. 1 2  Honig 1993, p. 66.